# ヤン・ベドジフ・キットル
ヤン・ベドジフ・キットル（Jan Bedřich Kittl,  1806年5月8日 - 1868年7月20日）は、チェコの作曲家。

## 生涯
オルリークに生まれた。プラハで法律を修めた後、ヴァーツラフ・ヤン・トマーシェクに師事し音楽を学ぶ。1843年から1864年にかけてはプラハ音楽院で学長を務めた。
キットルはオペラによって名声を獲得し、プラハで大きな成功を収めた。他にも室内楽曲、歌曲、4曲の交響曲を残しており、中でも交響曲 変ホ長調『Lovécka』は広く演奏されている。
ポーランドのレシュノにて没。

## オペラ
- Daphnis’ Grab （散逸）
- Bianca a Giuseppe aneb Francouzové před Nizzou ハインリヒ・ケーニッヒの原作『 Die hohe Braut』に基づくリヒャルト・ワーグナーのリブレット 1848年
- Lesní kvítek ヨハン・カール・ヒッケルのリブレット 1852年
- Obrazoborci ユリウス・エドヴァルト・ハルトマンのリブレット 1854年